# Parliament
Parliament (en francès: Parlement, traduïble com a «Parlament») és una sèrie de televisió de comèdia i sàtira política poliglota (anglès, francès i alemany). Creada per Noè Debré, és coproduïda a França, Bèlgica i Alemanya, i emesa per primera vegada en france.tv l'abril de 2020. Mesos més tard, es va estrenar a FilminCAT, subtitulat al català. Consta de tres temporades, amb 10 episodis de 30 minuts cadascuna.
La segona temporada estava previst que s'estrenés a la plataforma per retransmissió france.tv el primer trimestre de 2022. El rodatge es va fer al Parlament Europeu d'Estrasburg entre el gener i setembre de 2021. El 31 de maig es va estrenar a FilminCAT.
La tercera temporada es va rodar en la tardor del 2022, i es va estrenar el setembre de 2023 en france.tv.

## Argument
La sèrie se centra en els bastidors al Parlament Europeu poc després del referèndum sobre el Brexit i té, com a protagonista, en Samy (Xavier Lacaille), un jove que entra a treballar per primer cop com a assessor d'un eurodiputat francès. Al llarg dels episodis, en Samy intenta aprovar una esmena que prohibeixi la tècnica de finning en la pesca de taurons.
En la primera temporada es va tocar molts temes d'actualitat com la burocràcia europea, les conseqüències del Brexit, les reclamacions pesqueres al Mediterrani, l'auge de l'extrema dreta o l'independentisme català.